# Anarmodia flaccidalis
Anarmodia flaccidalis là một loài bướm đêm trong họ Crambidae.